# Testudinella haueriensis
Testudinella haueriensis är en hjuldjursart som beskrevs av Gillard 1967. Testudinella haueriensis ingår i släktet Testudinella och familjen Testudinellidae. Inga underarter finns listade i Catalogue of Life.